# مایرون بوآدو
مایرون بوآدو (هلندی: Myron Boadu؛ زادهٔ ۱۴ ژانویهٔ ۲۰۰۱) بازیکن فوتبال اهل هلند است.
از باشگاه‌هایی که در آن بازی کرده‌است می‌توان به آزد اشاره کرد.
وی همچنین در تیم ملی فوتبال هلند بازی کرده‌است.